# Plage Pikakari
La plage Pikakari (en estonien : Pikakari rand) est une plage de baignade de Tallinn en Estonie,.

## Description
La plage de Pikakari est un lieu de baignade public, situé dans le quartier de Paljassaare au nord de Tallinn, dans la péninsule de Paljassaare, à côté du quai de Katariina.
Cette plage a été ouverte en 2007.
La plage est équipée de cabines, de balançoires pour les petits enfants, de bancs, d'un trottoir de bois, de poubelles, de toilettes sèches, d'espaces de barbecue, d'un porte-vélos et d'un terrain de basket et de beach volley.

## Accès
La plage est accessible par la route Paljassaare tee et par la voie de circulation douce qui la longe. Au quai de Katariina, à Paljassaare tee 46, se trouve une aire de stationnement pour une centaine de véhicules. 
La ligne de bus n° 59 relie la Gare de Tallinn-Baltique à la plage de Pikakari. L'opérateur de bus est Tallinna Linnatranspordi AS.

## Service de secours
Pendant la saison balnéaire (du 1er juin au 31 août), l'AS G4S Eesti Rannavalve assure le service de sauvetage sur la plage de Pikakari. 
Le prestataire de services de secours sur la plage balise la zone de baignade avec des bouées de signalisation conformément aux exigences et doit interdire aux baigneurs de nager en dehors de la zone de baignade balisée par les bouées. 
Le service de surveillance doit s'assurer de l'existence et de la disponibilité du matériel de sauvetage sur la plage de baignade. Des informations sur la température de l'eau et de l'air, la vitesse du vent et le niveau de rayonnement ultraviolet sont affichées sur le mur de la tour d'observation pour les visiteurs de la plage.

## Galerie

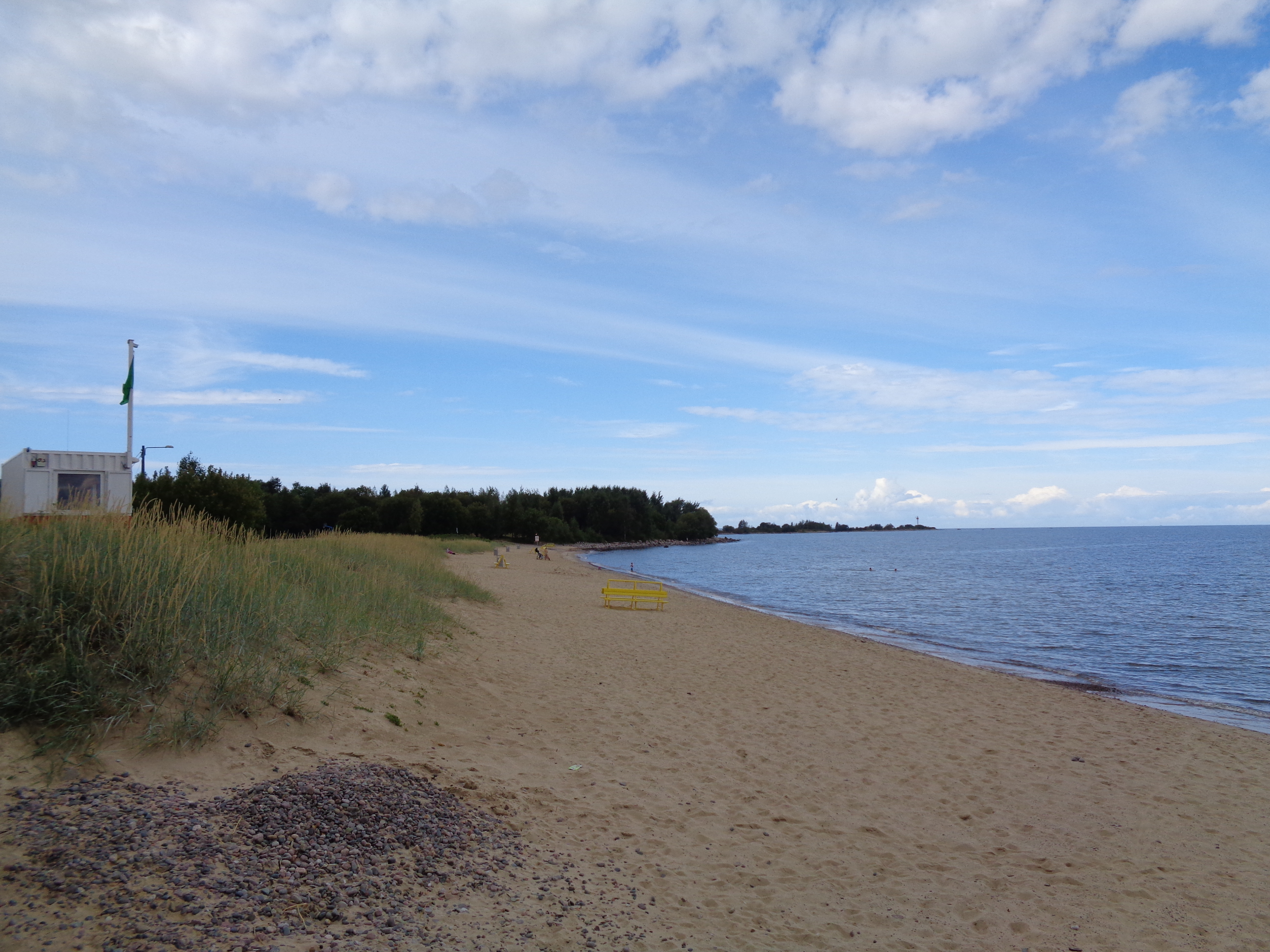
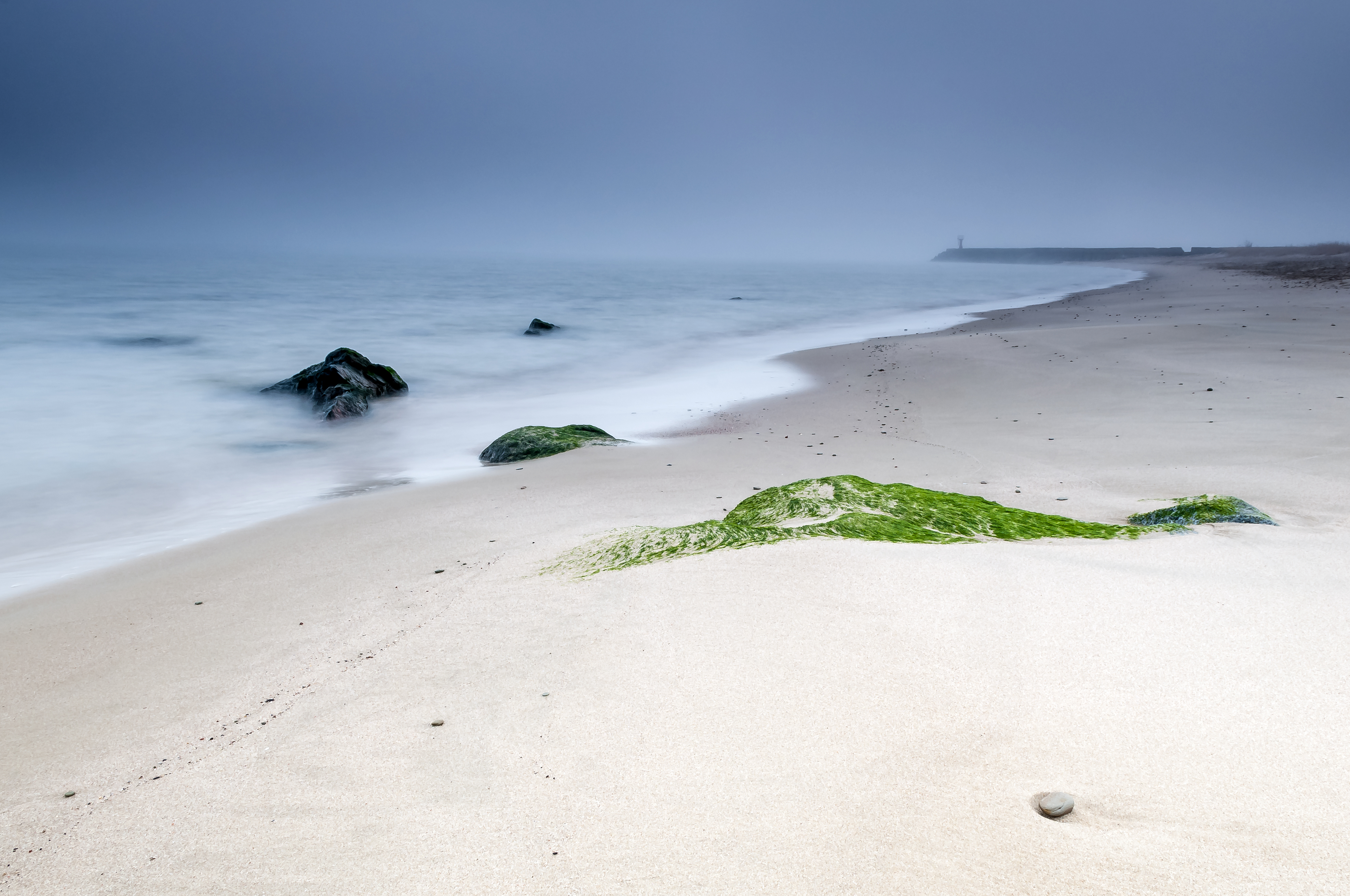
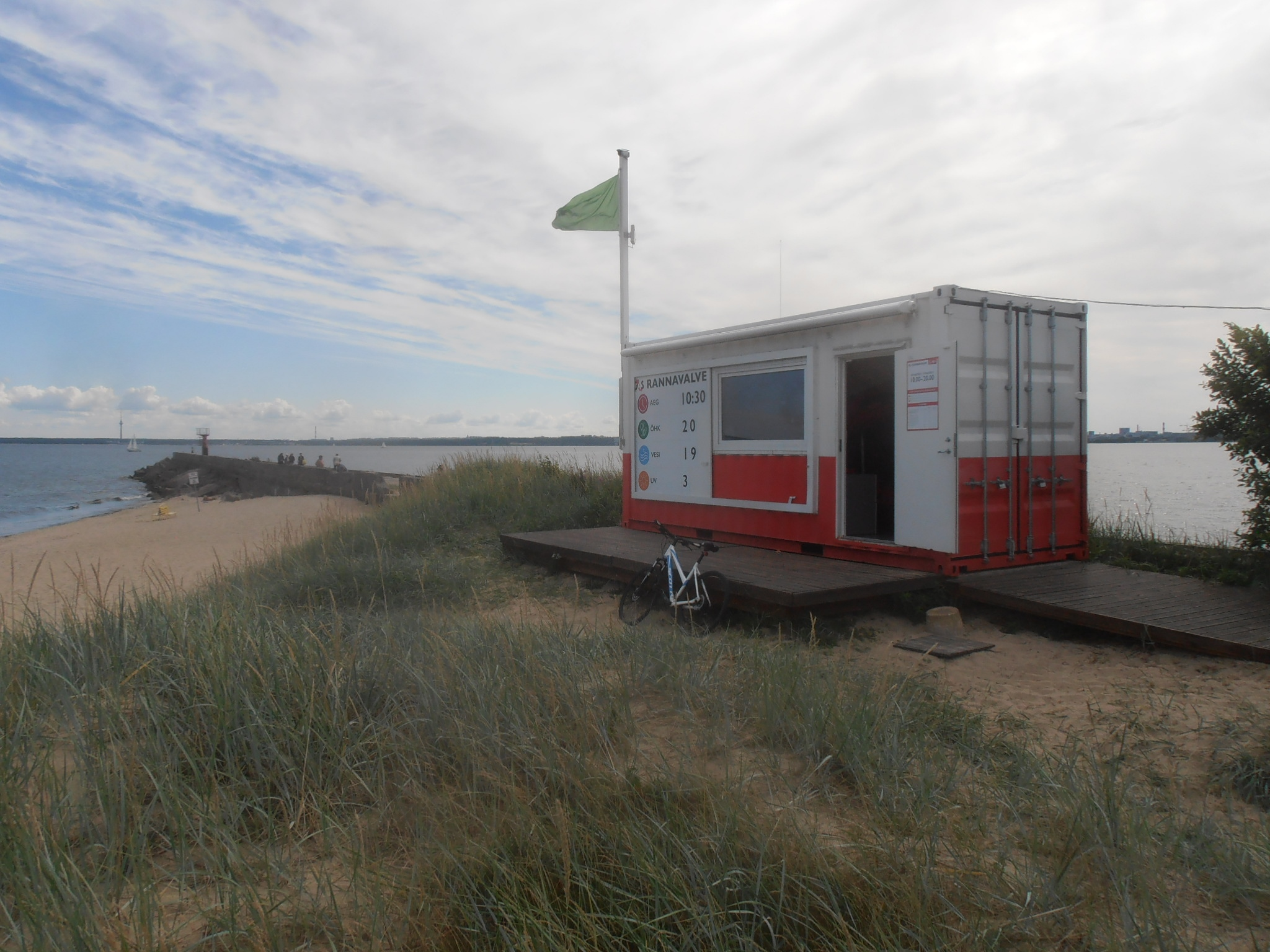
Poste de secours.
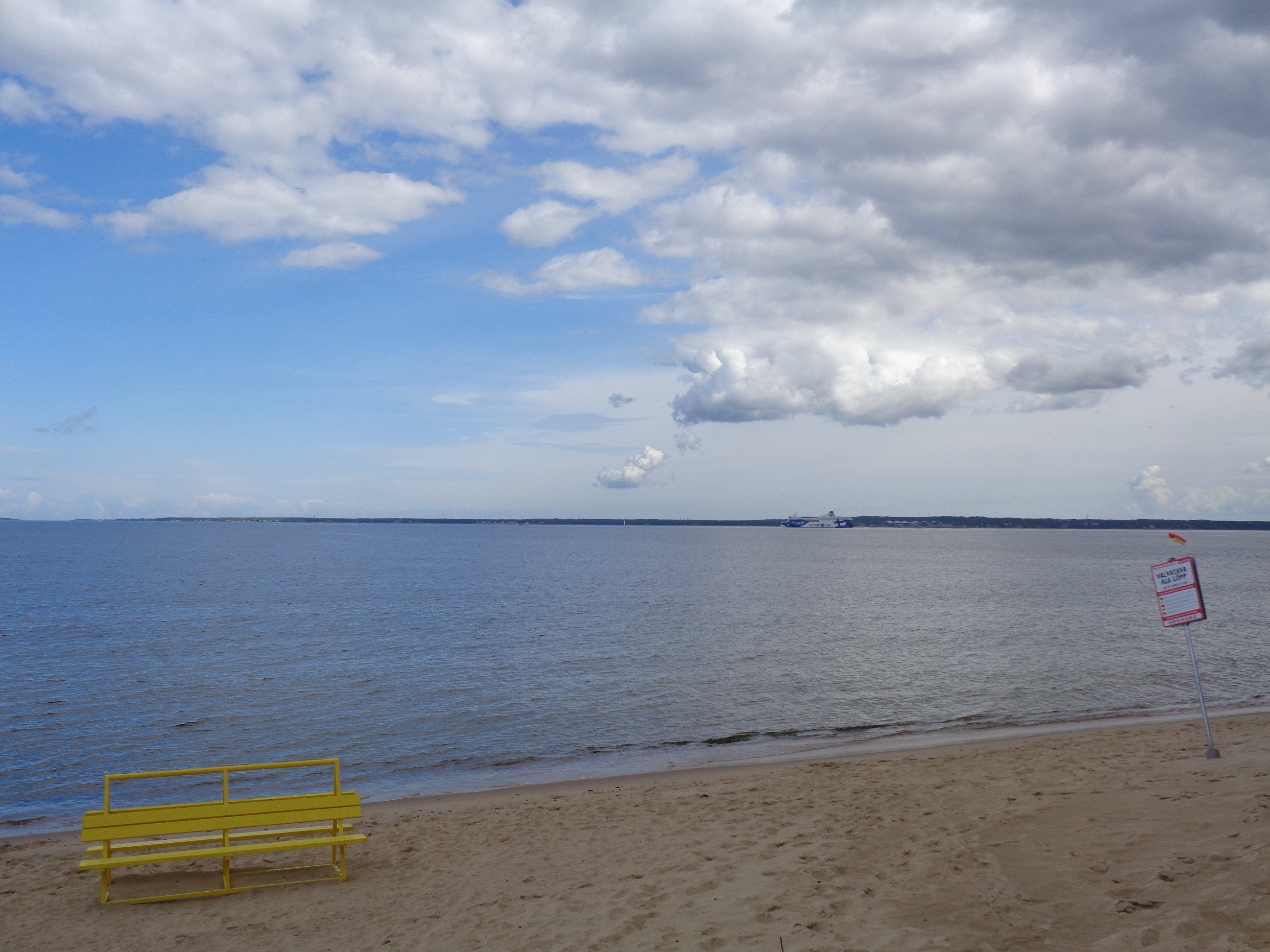